# Coppa del Mondo di slittino 2002
La Coppa del Mondo di slittino 2001/02, venticinquesima edizione della manifestazione organizzata dalla Federazione Internazionale Slittino, ebbe inizio il 9 novembre 2001 a Calgary, in Canada, e si concluse il 27 gennaio 2002 a Winterberg, in Germania. Furono disputate ventuno gare, sette per ogni tipologia (singolo uomini, singolo donne ed il doppio) in sette differenti località. Nel corso della stagione si tennero anche i XIX Giochi olimpici invernali di Salt Lake City 2002, negli Stati Uniti d'America, ed i Campionati europei di slittino 2002 ad Altenberg, in Germania, competizioni non valide ai fini della Coppa del Mondo.
Le coppe di cristallo, trofeo conferito ai vincitori del circuito, furono assegnate all'austriaco Markus Prock per quanto concerne la classifica del singolo uomini, la tedesca Silke Kraushaar conquistò il trofeo del singolo donne mentre la coppia teutonica formata da Patric Leitner e Alexander Resch si aggiudicò la vittoria del doppio.

## Risultati
| Data                | Località    | Nazione     | Specialità       | Primi classificati                        | Secondi classificati                       | Terzi classificati                        |
| ------------------- | ----------- | ----------- | ---------------- | ----------------------------------------- | ------------------------------------------ | ----------------------------------------- |
| 9-10 novembre 2001  | Calgary     | Canada      | Donne – Singolo  | Sylke Otto Germania                       | Silke Kraushaar Germania                   | Barbara Niedernhuber Germania             |
| 9-10 novembre 2001  | Calgary     | Canada      | Uomini – Singolo | Georg Hackl Germania                      | Karsten Albert Germania                    | Markus Prock Austria                      |
| 9-10 novembre 2001  | Calgary     | Canada      | Uomini – Doppio  | Patric Leitner Alexander Resch Germania   | André Florschütz Torsten Wustlich Germania | Mark Grimmette Brian Martin Stati Uniti   |
| 24-25 novembre 2001 | Lake Placid | Stati Uniti | Donne – Singolo  | Sonja Wiedemann Germania                  | Becky Wilczak Stati Uniti                  | Angelika Neuner Austria                   |
| 24-25 novembre 2001 | Lake Placid | Stati Uniti | Uomini – Singolo | Armin Zöggeler Italia                     | Rainer Margreiter Austria                  | Markus Prock Austria                      |
| 24-25 novembre 2001 | Lake Placid | Stati Uniti | Uomini – Doppio  | Christian Oberstolz Patrick Gruber Italia | Sebastian Schmidt André Forker Germania    | Andreas Linger Wolfgang Linger Austria    |
| 8-9 dicembre 2001   | Königssee   | Germania    | Donne – Singolo  | Silke Kraushaar Germania                  | Sylke Otto Germania                        | Barbara Niedernhuber Germania             |
| 8-9 dicembre 2001   | Königssee   | Germania    | Uomini – Singolo | Georg Hackl Germania                      | Armin Zöggeler Italia                      | Karsten Albert Germania                   |
| 8-9 dicembre 2001   | Königssee   | Germania    | Uomini – Doppio  | Patric Leitner Alexander Resch Germania   | André Florschütz Torsten Wustlich Germania | Steffen Skel Steffen Wöller Germania      |
| 12-13 dicembre 2001 | Igls        | Austria     | Donne – Singolo  | Silke Kraushaar Germania                  | Sylke Otto Germania                        | Barbara Niedernhuber Germania             |
| 12-13 dicembre 2001 | Igls        | Austria     | Uomini – Singolo | Georg Hackl Germania                      | Markus Prock Austria                       | David Möller Germania                     |
| 12-13 dicembre 2001 | Igls        | Austria     | Uomini – Doppio  | Tobias Schiegl Markus Schiegl Austria     | Patric Leitner Alexander Resch Germania    | Steffen Skel Steffen Wöller Germania      |
| 15-16 dicembre 2001 | Oberhof     | Germania    | Donne – Singolo  | Silke Kraushaar Germania                  | Sylke Otto Germania                        | Angelika Neuner Austria                   |
| 15-16 dicembre 2001 | Oberhof     | Germania    | Uomini – Singolo | Karsten Albert Germania                   | David Möller Germania                      | Denis Geppert Germania                    |
| 15-16 dicembre 2001 | Oberhof     | Germania    | Uomini – Doppio  | Steffen Skel Steffen Wöller Germania      | Kurt Brugger Wilfried Huber Italia         | Christian Oberstolz Patrick Gruber Italia |
| 19-20 gennaio 2002  | Sigulda     | Lettonia    | Donne – Singolo  | Silke Kraushaar Germania                  | Anna Orlova Lettonia                       | Angelika Neuner Austria                   |
| 19-20 gennaio 2002  | Sigulda     | Lettonia    | Uomini – Singolo | Markus Prock Austria                      | Markus Kleinheinz Austria                  | Rainer Margreiter Austria                 |
| 19-20 gennaio 2002  | Sigulda     | Lettonia    | Uomini – Doppio  | Steffen Skel Steffen Wöller Germania      | Tobias Schiegl Markus Schiegl Austria      | Mark Grimmette Brian Martin Stati Uniti   |
| 26-27 gennaio 2002  | Winterberg  | Germania    | Donne – Singolo  | Sylke Otto Germania                       | Barbara Niedernhuber Germania              | Silke Kraushaar Germania                  |
| 26-27 gennaio 2002  | Winterberg  | Germania    | Uomini – Singolo | Georg Hackl Germania                      | Tony Benshoof Stati Uniti                  | David Möller Germania                     |
| 26-27 gennaio 2002  | Winterberg  | Germania    | Uomini – Doppio  | Patric Leitner Alexander Resch Germania   | Christopher Thorpe James Ives Stati Uniti  | Tobias Schiegl Markus Schiegl Austria     |

## Classifiche

### Singolo uomini
| Pos. | Nome              | Nazione     | CAL | LAP | KÖN | IGL | OBE | SIG | WIN | Totale |
| ---- | ----------------- | ----------- | --- | --- | --- | --- | --- | --- | --- | ------ |
| 1    | Markus Prock      | Austria     | 3   | 3   | 4   | 2   | 4   | 1   | 8   | 487    |
| 2    | Armin Zöggeler    | Italia      | 4   | 1   | 2   | 6   | 5   | 4   | 9   | 449    |
| 3    | Georg Hackl       | Germania    | 1   | –   | 1   | 1   | 9   | dnf | 1   | 439    |
| 4    | Karsten Albert    | Germania    | 2   | –   | 3   | 5   | 1   | 12  | 4   | 402    |
| 5    | Rainer Margreiter | Austria     | 5   | 2   | 5   | 8   | 8   | 3   | 15  | 375    |
| 6    | David Möller      | Germania    | 11  | –   | 10  | 3   | 2   | 8   | 3   | 337    |
| 7    | Tony Benshoof     | Stati Uniti | 6   | 8   | 7   | 12  | 17  | 11  | 2   | 313    |
| 8    | Markus Kleinheinz | Austria     | 19  | 7   | 12  | 13  | 12  | 2   | 6   | 297    |
| 9    | Wilfried Huber    | Italia      | 7   | 10  | 9   | 4   | 7   | 7   | 21  | 293    |
| 10   | Jaroslav Slávik   | Slovacchia  | 13  | 8   | 8   | 7   | 6   | 22  | 11  | 263    |

### Singolo donne
| Pos. | Nome                 | Nazione     | CAL | LAP | KÖN | IGL | OBE | SIG | WIN | Totale |
| ---- | -------------------- | ----------- | --- | --- | --- | --- | --- | --- | --- | ------ |
| 1    | Silke Kraushaar      | Germania    | 2   | –   | 1   | 1   | 1   | 1   | 3   | 555    |
| 2    | Sylke Otto           | Germania    | 1   | –   | 2   | 2   | 2   | 4   | 1   | 515    |
| 3    | Barbara Niedernhuber | Germania    | 3   | –   | 3   | 3   | 4   | 5   | 2   | 410    |
| 4    | Angelika Neuner      | Austria     | 5   | 3   | 7   | 5   | 3   | 3   | 8   | 408    |
| 5    | Becky Wilczak        | Stati Uniti | 4   | 2   | 4   | 6   | 19  | 8   | 5   | 374    |
| 6    | Anke Wischnewski     | Germania    | 6   | –   | 6   | 7   | 7   | 9   | 4   | 291    |
| 7    | Sonja Manzenreiter   | Austria     | 14  | 8   | 8   | 11  | 5   | 6   | 9   | 290    |
| 8    | Simone Eder          | Austria     | 10  | 5   | 15  | 10  | 10  | 13  | 7   | 265    |
| 9    | Iluta Gaile          | Lettonia    | 9   | 10  | 9   | 9   | 8   | 10  | 15  | 257    |
| 9    | Veronika Halder      | Austria     | 12  | 6   | 10  | 12  | 9   | 11  | 11  | 257    |

### Doppio
| Pos. | Nome                                      | Nazione     | CAL | LAP | KÖN | IGL | OBE | SIG | WIN | Totale |
| ---- | ----------------------------------------- | ----------- | --- | --- | --- | --- | --- | --- | --- | ------ |
| 1    | Patric Leitner Alexander Resch            | Germania    | 1   | –   | 1   | 2   | 4   | 4   | 1   | 505    |
| 2    | Steffen Skel Steffen Wöller               | Germania    | 5   | –   | 3   | 3   | 1   | 1   | 5   | 450    |
| 3    | Tobias Schiegl Markus Schiegl             | Austria     | 6   | 9   | 4   | 1   | 22  | 2   | 3   | 423    |
| 4    | Kurt Brugger Wilfried Huber               | Italia      | 12  | 4   | 6   | 4   | 2   | 6   | 11  | 371    |
| 5    | Mark Grimmette Brian Martin               | Stati Uniti | 3   | 17  | 5   | 5   | 5   | 3   | 14  | 357    |
| 6    | Christian Oberstolz Patrick Gruber        | Italia      | 15  | 1   | 9   | 11  | 3   | 8   | 10  | 347    |
| 7    | Gerhard Plankensteiner Oswald Haselrieder | Italia      | 9   | 6   | 8   | 7   | 6   | 5   | 4   | 342    |
| 8    | André Florschütz Torsten Wustlich         | Germania    | 2   | –   | 2   | 6   | 9   | 13  | 6   | 339    |
| 9    | Christopher Thorpe James Ives             | Stati Uniti | 8   | 18  | 15  | 8   | 7   | 10  | 2   | 300    |
| 10   | Chris Moffat Eric Pothier                 | Canada      | 4   | 13  | 7   | 12  | 10  | 7   | 7   | 296    |